# Rennertshofen (Buch)
Rennertshofen ist ein Ortsteil des Marktes Buch im schwäbischen Landkreis Neu-Ulm (Bayern).

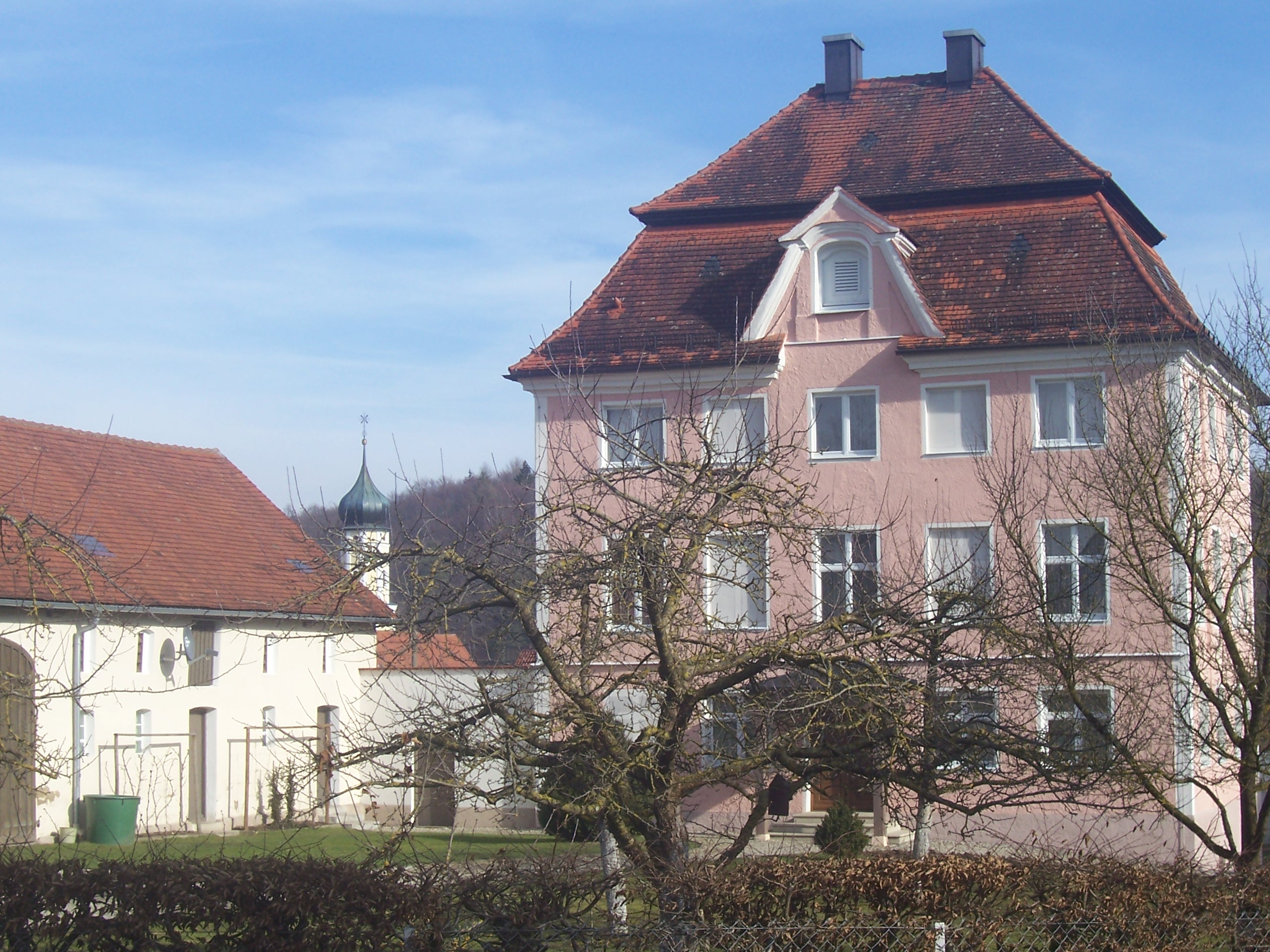
Pfarrhof und Kirche St. Stephanus

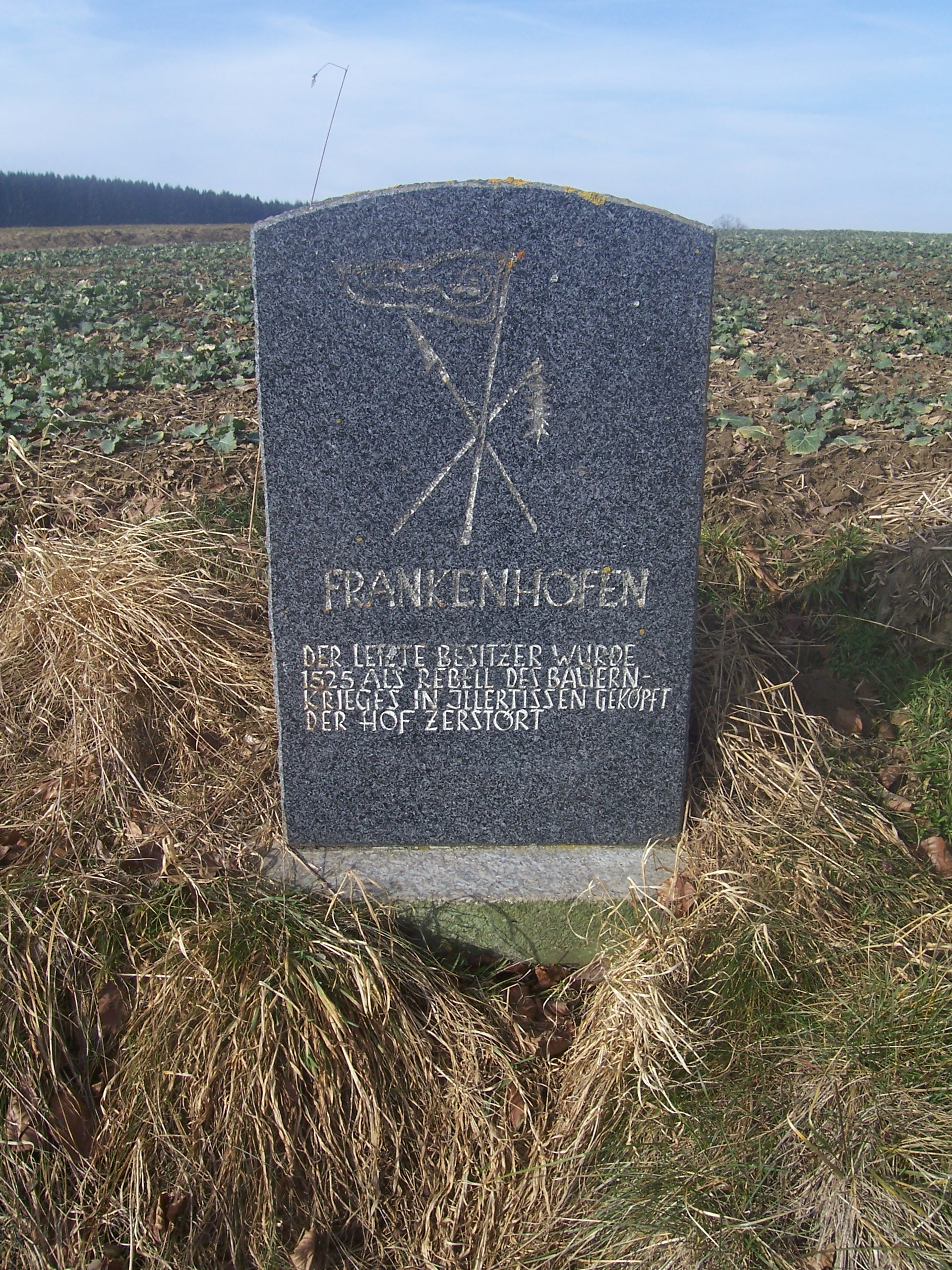
Gedenkstein Frankenhofen

## Geographie
Rennertshofen liegt am Osterbach fünf Kilometer östlich des Hauptortes.

## Geschichte
Der Ort wurde nach einem Alemannen namens Reinhart benannt (Reinhartshofen). 
Ursprünglich in Besitz der Herren von Biberegg-Roggenburg ging Rennertshofen nach deren Aussterben an das von ihnen gegründete Kloster Roggenburg über, wobei im Ort ein Sommersitz der Roggenburger Äbte erbaut wurde (heute Pfarrhof).
Seit 1805 ist Rennertshofen bayerisch. Am 1. Mai 1978 wurde der Ort in den Markt Buch eingemeindet.

### Die Sage vom Frankenhofer Bauern
Nördlich von Rennertshofen an der Straße nach Roggenburg stand die Einöde Frankenhofen. Der Frankenhofer war zur Zeit der Bauernkriege ein bekannter und berüchtigter Anführer.
Nach Niederschlagung des Aufstandes wurde er in Illertissen hingerichtet, der Frankenhof
verfiel. Noch heute soll man in rauen Nächten im Biber- und Osterbachtal das Klagen des Frankenhofer Bauern zu hören bekommen.

## Sehenswürdigkeiten
Siehe auch: Liste der Baudenkmäler in Rennertshofen
- Kirche St. Stephan: Im Kern spätgotisch, im Laufe des 18. Jahrhunderts unter den Roggenburger Äbten mehrere Umbauten. Im Inneren spätgotische Madonna und Fresken unter anderem von Franz Martin Kuen. Gemälde von Konrad Huber
- Pfarrhof: Ehemalige Sommerresidenz der Roggenburger Äbte. Erbaut 1781 nach Plänen von Joseph Dossenberger
- Kapelle auf der Anhöhe zwischen Rennertshofen und Nordholz
- An der Stelle des im 19. Jahrhundert errichteten Schulhauses entstand 1995 das neue Bürgerhaus

## Verkehr
An Rennertshofen führt die Staatsstraße 2018 (Illertissen – Krumbach) vorbei.
Sowohl nach Illertissen als auch nach Krumbach (Schwaben) sind es 11 km.
Eine schmale Ortsverbindungsstraße führt nach Roggenburg (3 km).